# 4114 Jasnorzewska
A 4114 Jasnorzewska (ideiglenes jelöléssel 1982 QB1) a Naprendszer kisbolygóövében található aszteroida. Zdenka Vávrová fedezte fel 1982. augusztus 19-én.